# Antônio Carlos Júnior
Antônio Carlos Júnior, även känd professionellt som Cara de Sapato, född 16 mars 1990 i João Pessoa, är en brasiliansk MMA-utövare som 2014-2021 tävlade i organisationen Ultimate Fighting Championship och sedan april 2021 tävlar i Professional Fighters League.